# 1967年NFLチャンピオンシップゲーム
1967年NFLチャンピオンシップゲーム（1967 NFL Championship Game）は、1967年12月31日にウィスコンシン州グリーンベイのランボー・フィールドで開催された試合。 1967年シーズンのNFLチャンピオンの座をかけて、東カンファレンスのダラス・カウボーイズと西カンファレンスのグリーンベイ・パッカーズが対戦した。
アイスボウルとも呼ばれるこの試合はNFL史上最も困難な気象条件の下で行われたが50,000人以上の観衆で一杯となり試合はグリーンベイ・パッカーズが21-17でダラス・カウボーイズを破り3連覇を達成した。

## 背景
試合はウィスコンシン州グリーンベイにあるパッカーズの本拠地、ランボー・フィールドで行われた。気温は氷点下25度、体感温度は氷点下44度であった（2001年より用いられた計算では氷点下38度）。厳しい寒波によりランボー・フィールドの芝の下に埋め込まれたヒーターは作動せず、フィールドを岩のように硬く氷のように滑りやすくした。審判はキックオフ後に舌が凍りそうな寒さのために金属製の笛を使えなくなり肉声でゲームをコントロールした。
ウィスコンシン大学ラクロス校のマーチング・バンドによって試合開始前とハーフタイムにパフォーマンスが行われることになっていたが木管楽器が凍り、管楽器のマウスピースはメンバーの舌に耐え難いほど冷たくなり、演奏は中止になり7人のメンバーが低体温になったため病院に搬送された。
この試合はレイ・スコットとジャック・バックの実況、フランク・ギフォードの解説でCBSによって中継された。

## 試合
パッカーズが試合開始早々、バート・スターからボイド・ダウラーへ2本のタッチダウンパスを決めて14-0とリードしたがその後、カウボーイズはパッカーズの2つのターンオーバーから10点をあげた。1つ目はカウボーイズのディフェンスラインマンのウィリー・タウンズがスターをサックしてファンブルを誘ったボールをディフェンシブエンドのジョージ・アンドリーがリカバーし7ヤードのリターンタッチダウンをあげた。続いて第2Q終盤にパッカーズのセイフティ、ウィリー・ウッドがカウボーイズのパントをフェアキャッチシグナルを出したもののファンブルし、カウボーイズの新人ディフェンシブバックのフィル・クラークがボールを敵陣17ヤードで抑えた。パッカーズのディフェンスはTDを阻止したがダニー・ビラヌエバの21ヤードのFGが決まり試合は14-10でハーフタイムを迎えた。
第3Qには両チームともに得点をあげることができなかった。第4Qの最初のプレイでカウボーイズはランニングバックのダン・リーブスがワイドレシーバーのランス・レンツェルへの50ヤードのタッチダウンパスを決めて17-14とリードした。その後パッカーズは同点FGを狙えるところまで前進したがドン・チャンドラーの40ヤードのFGは失敗に終わった。
残り時間4分54秒、自陣32ヤードからの攻撃でスターはダウラーへの13ヤード、ドニー・アンダーソンへの12ヤード、チャック・マーセインへの18ヤードのパスなどを成功させた。その後、マーセインが8ヤードを走りファーストダウンを獲得、敵陣3ヤードまで攻め込んだ。続く2プレイでアンダーソンのランプレイが選択されたがいずれもゴール前1ヤードのところで攻撃が止められ2ndダウンのプレイではアンダーソンは凍ったフィールドに足を取られて転んでしまった。試合時間残り16秒、第3ダウン残り1ヤードの状況でスターは最後のタイムアウトを取り、サイドラインのヴィンス・ロンバルディと打ち合わせを行った（この時点で気温は氷点下28度まで下がっていた。）。スターは次のプレイでQBスニークを行いたいと主張した。ロンバルディはこれに対してカウボーイズディフェンスは次のプレイをパスと予測しているだろうから有効なプレイだと同意した。スナップを受け取るとスターはセンターのケン・ボウマンとガードのジェリー・クレイマーのリードブロックした後ろからエンドゾーンに飛び込みタッチダウンをあげて21-17と逆転に成功した。残り時間わずかでカウボーイズはボールを前進させることはできず、パッカーズが3年連続NFLチャンピオンとなった。
なおこの試合でバート・スターは8回もサックされた。

## その後
パッカーズは第2回スーパーボウルでAFLチャンピオンのオークランド・レイダースを容易に破った。当時はNFLチャンピオンシップゲームに比べてAFL-NFLワールドチャンピオンシップゲームは重要視されていなかった。パッカーズを7シーズンで5度目のNFLチャンピオンにしたロンバルディはヘッドコーチを退いた。翌年パッカーズは高齢化した選手、故障者などにより負け越し、およそ30年後、1990年代に入りブレット・ファーヴの入団までパッカーズの栄光の時代は終わりを告げた。カウボーイズは1970年代に2度スーパーボウルを制してリーグを代表するチームとなったがQBのドン・メレディスはチャンピオンリングを獲得することはなく現役を引退し、マンデーナイトフットボールの解説者となり選手時代よりも有名になった。この試合はNFLチャンピオンシップゲームがスーパーボウルよりも重要な試合だと考えられた最後の年となった（翌シーズンの第3回スーパーボウルではジョー・ネイマスに率いられたAFLのニューヨーク・ジェッツがボルチモア・コルツを破った。）。ランボー・フィールドはNFLフィルムズのハイライトシーンで"The Frozen Tundra"（凍ったツンドラ）というニックネームを与えられた。
このゲームの両チームの関係者の内、カウボーイズのテックス・シュラム（GM）、トム・ランドリー（ヘッドコーチ）、ボブ・リリー（ディフェンシブラインマン）、メル・レンフロ（ディフェンシブバック）、レイフィールド・ライト（オフェンシブラインマン）、そしてパッカーズのヴィンス・ロンバルディ（ヘッドコーチ）、バート・スター（クォーターバック）、フォレスト・グレッグ（オフェンシブラインマン）、ウィリー・デービス（ディフェンシブエンド）、レイ・ニチキ（ラインバッカー）、ヘンリー・ジョーダン（ディフェンシブラインマン）と多くのプロフットボール殿堂入りを果たした人物がいる。